# 프로비슈티프시

프로비슈티프 시의 위치

프로비슈티프시(마케도니아어: Општина Пробиштип)는 마케도니아 공화국 동부에 위치한 지방 자치체로 행정 중심지는 프로비슈티프이며 면적은 325.57km2, 인구는 16,193명(2002년 기준)이다. 북쪽으로는 크라토보 시, 동쪽으로는 코차니 시와 체시노보오블레셰보 시, 서쪽으로는 스베티니콜레 시, 남쪽으로는 슈티프 시, 카르빈치 시와 접한다.